# Lucia Dunham
Lucia Dunham (New York City, ... – Paramus, 3 aprile 1959) è stata un soprano, insegnante e saggista statunitense.
Autrice di monografie accademiche di canto e dizione rivolte ai professionisti e ai novizi dell'arte, è principalmente ricordata per essere stata docente di canto e performance canora alla Juilliard School dal 1922 al 1956.

## Biografia
Studiò voce al National Conservatory of Music of America e poi all'Institute of Musical Art -l'odierna Juilliard School-, dove si diplomò nel 1909 dopo aver seguito le lezioni di Adrian Freni, George Henschel e Milka Ternina. Divenuta artista residente all'Opera di Parigi, continuò a impratichirsi alla scuola di Alfred Giraudet.
Successivamente, proseguì gli studi con Lilli Lehmann a Salisburgo e all'Università della California - Berkeley, presso la quale fu assunta come docente canto prima del suo incarico alla Juilliard. A Berkeley collaborò a stretto contatto con il musicologo Charles Seeger per il quale seguì in pubblico alcune canzoni popolari da lui scelte e/o arrangiate.
Rimasta vedova nel 1921, lasciò la California per tornare a vivere con la famiglia che risiedeva a New York, città nella quale assunse il ruolo di docente alla Juilliard School, oltre a curare per la Columbia University un corso di voce, materia del percorso didattico degli studenti di canto.
Lucia Dunham ricoprì il ruolo di interprete nel corso di recital e concerti negli Stati Uniti e in Europa, nonché di rappresentazioni operistiche eseguite in Francia, Austria e California. Sotto la direzione di Walter Damrosch fu particolarmente attiva come solista con la San Francisco Symphony e l'Orchestra Sinfonica di New York. Col passare degli anni, le esibizioni si diradarono e ai ruoli iniziali di soprano furono preferiti più di frequente quelli di mezzosoprano.
Fu uno dei membri fondatori della National Association of Teachers of Singing e fra i suoi allievi di successo si annoverano: Charles Bressler, Anne Brown, Ruby Elzy, Nanette Fabray, Elia Kazan, Rosemary Kuhlmann e Graciela Rivera, fra gli altri.
Si spense nell'ospedale di Paramus, nel New Jersey, il 3 aprile 1959.